# Сушица (Апоскепска)
Вижте пояснителната страница за други значения на Сушица.
Сушица или Апоскепската река (на гръцки: Χείμαρρος του Απόσκεπου, Σιούτιστας, Απόσκεπος или Ρέμα Απόσκεπου) е малка река, протичаща в Костурско, Западна Македония, Гърция. Реката е един от деветте притока на Костурското езеро, като се влива в него от запад.

## Описание
Реката извира в планината Вич (Вици), западно под връх Свети Илия (Профитис Илияс, 1268 m). Тече първоначално на югозапад. Югоизточно от връх Мики (975 m) завива на югоизток и оформя границата между Вич на североизток и Саракина на югозапад. Минава южно покрай село Апоскеп (Апоскепос), северно от костурското предградие Нов чифлик (Хлои) и се влива в Костурското езеро.
Дължината на реката е 6,22 km. Надморската височина на басейна на реката започва от 650 m и достига до 1000 m. Дебитът на реката е от 3 l/s до 100 l/s при валежи.
На 5 май 1969 година реката е прекръстена от Суциста (Σούτσιστα) на Ксиропотамос (Ξηροπόταμος).